# Ichneumon unalaskae
Ichneumon unalaskae är en stekelart som först beskrevs av William Harris Ashmead 1902.  Ichneumon unalaskae ingår i släktet Ichneumon och familjen brokparasitsteklar. Inga underarter finns listade i Catalogue of Life.